# Zuid-Afrikaans apartheidsreferendum 1992
Op 17 maart 1992 hield Zuid-Afrika een referendum over het al dan niet beëindigen van de apartheid. Enkel blanke Zuid-Afrikanen mochten stemmen zodat de regering een goed beeld kreeg over hoe de blanke bevolking achter de apartheid stond. Op de stembrief werd gevraagd of men het voorzetten van het hervormingsproces onder leiding van F.W De Klerk ondersteunt die in 1990 begonnen waren. Hiermee stond het apartheidssysteem dat in 1948 werd ingevoerd op de helling. Uiteindelijk resulteerde het referendum in een klinkende overwinning voor het ja-kamp waardoor de apartheid werd afgeschaft en er in 1994 voor het eerst democratische verkiezingen werden gehouden.

## Achtergrond
Op 2 februari 1990 kondigde de toenmalige staatspresident F.W. De Klerk in zijn openingsspeech aan dat het verbod op verschillende partijen zoals het ANC en de Zuid-Afrikaanse Communistische Partij zou worden opgeheven en dat Nelson Mandela zou worden vrijgelaten na 27 jaar gevangenschap. Daarnaast kondigde De Klerk aan dat de doodstraf zou worden afgeschaft en dat de noodtoestand zou worden opgeheven. De staatspresident vervolgde zijn speech met "dat de tijd om te onderhandelen is aangebroken".
Nelson Mandela werd vrijgelaten op 11 februari 1990 uit de Victor Verster-gevangenis in Paarl en op 21 maart 1990 werd Zuidwest-Afrika onafhankelijk als Namibië. In mei van dat jaar begon de regering te onderhandelen met het ANC. In juni werd de noodtoestand opgeheven en het ANC stemde toe met een staakt-het-vuren. In 1991 werden de wetten die landeigendom beperkten, de ruimtelijke indeling per ras en de indeling van de bevolking per ras afgeschaft.

### Voor het referendum
Voorafgaand aan het referendum, na het aankondigen van de onderhandelingen in 1990, verloor de regerende Nasionale Party drie tussentijdse verkiezingen. De Konserwatiewe Party die gekant was tegen de onderhandelingen boycotte de Convention for a Democratic South Africa (CODESA). Op 24 januari 1992 kondigde president De Klerk aan bij het openen van het parlement dat er een referendum zou worden gehouden waarbij de stemmen per rassengroep apart zouden worden geteld. Maar nadat de Nasionale Party werd verslagen tijdens de tussentijdse verkiezingen in Potchefstroom door het een stemtest te noemen zakte hun geloofwaardigheid enorm.
In tussentijd maakte de onderhandelingen tussen de regering en het ANC maar lichte vooruitgang. Geweld nam toe in de townships, verschillende rechtse groeperingen hun populariteit nam toe en er was een groeiende ontevredenheid binnen de blanke gemeenschap. Daarnaast werd de regering onder binnen- en buitenlandse druk gezet om voort te maken in de onderhandelingen.
Terwijl de Konserwatiewe Party de regering beschuldigde van het onwettig onderhandelen met het ANC na hun nederlaag in Potchefstroom, kondigde de staatspresident F.W. De Klerk op 20 februari toch aan dat er een referendum zou worden gehouden binnen de blanke gemeenschap. Wanneer een meerderheid "nee" zou stemmen, zou De Klerk aftreden en nieuwe verkiezingen uitschrijven.

## Campagne
De Nasionale Party en de Demokratiese Party voerden campagne in het ja-kamp en rechts-conservatieven onder leiding van de Konserwatiewe Party voerde campagne in het nee-kamp. Veel van zijn inspanningen waren ertoe gericht om politiek rechts, die de apartheid verdedigde, te sussen en te verzwakken. Zij waren namelijk in de jaren 80 uit de partij gestapt. De Klerk probeerde de blanke Zuid-Afrikanen te tonen dat ze niet alle macht aan het ANC zouden overlaten maar zouden onderhandelen om de macht te delen. Daarnaast waarschuwde hij dat een nee-stem zou betekenen dat de internationale sancties zouden blijven, dat het gevaar bestaat dat er een burgeroorlog komt en dat de chaos in Zuid-Afrika zou toenemen.
De Klerk verklaarde aan de pers dat een meerderheid voor het ja-kamp zou interpreteren als een akkoord om bindende overeenkomsten met het ANC te sluiten zonder een goedkeuring van de blanke bevolking. Daarnaast vermeldde hij dat een tweede referendum om grondwettelijke regelingen goed te keuren niet nodig was zolang ze niet enorm afweken van de beloftes van de regering. Deze beloftes waren o.a. een grondwet, scheiding der machten tussen de verschillende overheidstakken, een onafhankelijke justitie en een parlement dat zou bestaan uit een hoger- en lagerhuis.
De ja-campagne van de Nasionale Party was ongezien in Zuid-Afrika. De partij hield grote bijeenkomsten in heel het land, plaatste advertenties in verschillende nationale kranten en kocht zendtijd op de televisie. Daarnaast plaatste ze enorme posters met de tekst "Yesǃ Jaǃ SA" en met een foto van een AWB-lid met een pistool met daaronder de tekst "You can stop this manǃ Vote YES". De Demokratiese Party hun posters waren minder traditioneler en hadden de tekst "Ja vir vrede (Yes for peace)".
De nee-campagne onder leiding van Andries Treurnicht waarschuwde voor een "zwarte meerderheidsregering" en voor "ANC-communistische heerschappij". De Konserwatiewe Party pleitte daarnaast voor blanke zelfbeschikking en dat blanke Zuid-Afrikanen het recht hebben om over zichzelf te regeren. Tijdens de campagne begon het nee-kamp ook te pleiten voor een Volkstaat, een onafhankelijk thuisland voor de blanke minderheid.
De ja-campagne had het enorme voordeel dat ze werden ondersteund door de overheid, de oppositie onder leiding van de Demokratiese Party, de media (die voor het grootste deel staatseigendom waren), de internationale gemeenschap, de overgrote meerderheid van de commerciële bedrijven (die geld toestaken) en de meeste kranten (die meestal korting gaven voor advertenties voor het ja-kamp). De Konserwatiewe Party, die geen vergelijkbaar budget had, kreeg geen kortingen en werd gebannen van de massamedia. Hierdoor konden ze enkel vertrouwen op hun posters.

## Resultaten

Uitslag van het apartheidsreferendum

Ondersteund u de voortzetting van het onderhandelingsproces dat de staatspresident op 2 februari 1990 heeft gestart en dat mikt op een nieuwe grondwet d.m.v. onderhandelingen?
| Keuze  | Stemmen   | Percentage |
| ------ | --------- | ---------- |
| Ja     | 1.984.186 | 68,73%     |
| Nee    | 875.619   | 31,27%     |
| Blanco | 5.142     | -          |

### Per regio
In Kaapstad en Durban stemde 85% "ja", deze steden stonden bekend als een politiek links bastion. In de hoofdstad Pretoria stemde 57% ook "ja". Zelfs in het conservatieve Kroonstad waar 5 van de 7 parlementsleden "nee" stemde, stemde 52% "ja". Enkel in Pietersburg, in Noord-Transvaal, een voornamelijk politiek rechts bastion, stemde een meerderheid van 57% "nee".
| Provincie        | Regio            | Ja      | Ja    | Nee     | Nee   |
| Provincie        | Regio            | Stemmen | %     | Stemmen | %     |
| ---------------- | ---------------- | ------- | ----- | ------- | ----- |
| Kaapprovincie    | Beaufort West    | 18,941  | 61.62 | 11,798  | 38.38 |
| Kaapprovincie    | Cape Town        | 355,527 | 84.88 | 63,325  | 15.12 |
| Kaapprovincie    | East London      | 66,675  | 78.28 | 18,498  | 21.72 |
| Kaapprovincie    | George           | 40,075  | 65.39 | 21,211  | 34.61 |
| Kaapprovincie    | Kimberley        | 33,504  | 54.48 | 27,993  | 45.52 |
| Kaapprovincie    | Port Elizabeth   | 87,216  | 74.46 | 29,909  | 25.54 |
| Natal            | Durban           | 204,371 | 85.03 | 35,975  | 14.97 |
| Natal            | Pietermaritzburg | 66,500  | 75.98 | 21,023  | 24.02 |
| Oranje Vrijstaat | Bloemfontein     | 58,066  | 58.60 | 41,017  | 41.40 |
| Oranje Vrijstaat | Kroonstad        | 54,531  | 51.54 | 51,279  | 48.46 |
| Transvaal        | Germiston        | 164,025 | 65.38 | 86,844  | 34.62 |
| Transvaal        | Johannesburg     | 324,686 | 78.30 | 89,957  | 21.70 |
| Transvaal        | Pietersburg      | 37,612  | 43.02 | 49,820  | 56.98 |
| Transvaal        | Pretoria         | 287,720 | 57.37 | 213,825 | 42.63 |
| Transvaal        | Roodepoort       | 124,737 | 52.44 | 113,145 | 47.56 |

## Na het referendum
Een dag na het referendum zei president De Klerk "dat we vandaag de apartheidsbladzijde hebben omgeslagen". Nelson Mandela verklaarde dat hij "enorm blij" was. De voorpagina van de Cape Times krant bestond uit "YES, IT'S YESǃ".
Later bleek de alliantie tussen de Konserwatiewe Party en de Afrikaner Weerstandsbeweging de partij had geschaad en dat het sommige kiezers naar het ja-kamp jaagde. Daarnaast hebben sommige milities het referendum geboycot. Niet tegenstaande was er in sommige regio's een opkomst van 96%.
President De Klerk en zijn regering konden nu zonder problemen verklaren dat de blanke bevolking achter een algemeen kiesrecht stond en dat de onderhandeling met het ANC konden verdergaan zonder weerstand. Toch was het ANC misnoegd over het referendum omdat enkel blanken mochten stemmen en omdat ze zich realiseerde dat een "nee-stem" zou betekenen dat de onderhandelingen in gedrang zouden komen en dat dat zou resulteren in nog meer politieke chaos.
Rechtse groeperingen erkende het referendum niet en beschuldigde de regering van electorale fraude. Zij hebben het hardst verloren waar ze vroeger het sterkt stonden, in het kerngebied van de Afrikaners en in de grote steden. Treurnicht, de leider van het nee-kamp, verklaarde dat de propaganda via de media, buitenlandse inmenging, bedreigingen van zakenmensen tegen werknemers en electorale fraude resulteerde in een overwinning voor het ja-kamp. Er is echter nooit enig bewijs gevonden van electorale onregelmatigheden.
Op 27 april 1994 werden er voor het eerst democratische, multi-raciale verkiezingen gehouden die resulteerde in een grote overwinning voor het ANC. Nelson Mandela werd hierdoor de eerste zwarte president van Zuid-Afrika.